# Вільямстаун (Нью-Джерсі)
Вільямстаун (англ. Williamstown) — переписна місцевість (CDP) в США, в окрузі Глостер штату Нью-Джерсі. Населення — 15 082 особи (2020).

## Географія
Вільямстаун розташований за координатами 39°41′3″ пн. ш. 74°58′8″ зх. д. / 39.68417° пн. ш. 74.96889° зх. д. (39.684113, -74.968819).  За даними Бюро перепису населення США в 2010 році переписна місцевість мала площу 19,23 км², з яких 19,22 км² — суходіл та 0,01 км² — водойми.

## Демографія
Згідно з переписом 2010 року, у переписній місцевості мешкало 15 567 осіб у 5592 домогосподарствах у складі 4036 родин. Густота населення становила 810 осіб/км².  Було 5857 помешкань (305/км²).
Расовий склад населення:
| - 80,4 % — білих - 13,1 % — чорних або афроамериканців - 2,0 % — азіатів - 0,2 % — корінних американців - 1,8 % — осіб інших рас |

До двох чи більше рас належало 2,5 %. Частка іспаномовних становила 5,3 % від усіх жителів.
За віковим діапазоном населення розподілялося таким чином: 26,2 % — особи молодші 18 років, 59,2 % — особи у віці 18—64 років, 14,6 % — особи у віці 65 років та старші. Медіана віку мешканця становила 38,3 року. На 100 осіб жіночої статі у переписній місцевості припадало 90,8 чоловіків;  на 100 жінок у віці від 18 років та старших — 86,6 чоловіків також старших 18 років.
Середній дохід на одне домашнє господарство  становив 77 554 долари США (медіана — 69 132), а середній дохід на одну сім'ю — 87 980 доларів (медіана — 81 111). Медіана доходів становила 60 807 доларів для чоловіків та 46 648 доларів для жінок. За межею бідності перебувало 8,7 % осіб, у тому числі 14,2 % дітей у віці до 18 років та 6,5 % осіб у віці 65 років та старших.
Цивільне працевлаштоване населення становило 7135 осіб. Основні галузі зайнятості: освіта, охорона здоров'я та соціальна допомога — 29,7 %, роздрібна торгівля — 12,3 %, науковці, спеціалісти, менеджери — 9,6 %, транспорт — 7,4 %.